# Riche, pourquoi pas toi ?
Riche, pourquoi pas toi ? est une bande dessinée scénarisée par Marion Montaigne, Monique Pinçon-Charlot et Michel Pinçon, dessinée par Marion Montaigne et parue en 2013. C'est un ouvrage de vulgarisation sociologique et humoristique au sujet des riches.

## Synopsis
L'intrigue se passe en France au début du XXIe siècle. Philippe Brocolis entre dans une librairie de bande dessinée et s'apprête  acheter un album de fantasy quand il rencontre deux sociologues, Monique Pinçon-Charlot et Michel Pinçon, qui commencent à lui parler de la richesse et des riches. Pour lui, être riche, c'est simplement avoir de l'argent, mais en réalité définir la richesse n'est pas aussi facile. Les Pinçon-Charlot vont devenir ses conseillers dans son accession à la richesse en lui expliquant tout sur les milieux riches, leurs habitudes, leurs lieux de vie, etc.

## Élaboration de l'album
L'éditrice de Marion Montaigne aux éditions Dargaud lui fait rencontrer les Pinçon-Charlot avec l'idée qu'ils pourraient être intéressés par une collaboration sur un album de bande dessinée. Monique Pinçon-Charlot prend le temps de lire les bandes dessinées de Marion Montaigne et la recontacte en se montrant intéressée. Marion Montaigne rassemble des idées au fil des discussions et décide de mettre en scène les deux sociologues dans une fiction documentaire et humoristique. Elle caricature ainsi leurs habitudes tout en forçant le trait à des fins comiques, par exemple en les dotant de chaussures magiques. Marion Montaigne crée le personnage de Philippe Brocolis pour fournir un point d'entrée dans le travail des Pinçon-Charlot, car Philippe est typiquement le genre de personne qui peut être intimidée par la lecture d'un livre de sociologie et il permet à Marion Montaigne de « prendre la main du lecteur, sans condescendance, j'espère ». Elle prépare son scénario à l'ordinateur, qui rend plus faciles les corrections et le réagencement des cases dans le montage préparatoire, puis elle dessine à la plume.

## Accueil critique
Dans l'hebdomadaire culturel Télérama, Laurence Le Saux estime que « Marion Montaigne a enrichi le travail de Monique Pinçon-Charlot et Michel Pinçon » pour aboutir à « une œuvre qui a du sens, et de l'humour ». Sur le site Planète BD, Mick Léonard parle d'une « docu-comédie » constituant une « formidable chronique au cœur de la vie des plus riches, à travers une série de questions essentielles ».
Dans la revue de sociologie Lectures, Patrick Cotelette livre un compte rendu très convaincu par l'ouvrage : il salue « la qualité du travail de retranscription fourni par Marion Montaigne » qui expose « une présentation claire et pédagogique des principaux concepts travaillés par les sociologues », mais aussi pour son « usage pertinent de la bande dessinée », à la fois parce que l'écart entre texte et image vient renforcer la logique du questionnement sociologique, mais aussi parce qu'il ménage des effets comiques qui rendent la lecture plus accessible aux néophytes en matière de sociologie. Il conclut que l'album « sera à marquer d’une pierre blanche dans l’histoire de la diffusion des sciences sociales ».

## Suites
Monique Pinçon-Charlot et Michel Pinçon ont réédité l'expérience de la vulgarisation illustrée en s'associant à l'auteur de bande dessinée Étienne Lécroart pour trois ouvrages : Pourquoi les riches sont-ils de plus en plus riches et les pauvres de plus en plus pauvres ? (2014), Panique dans le 16e ! (2017) et Les Riches au tribunal : l'affaire Cahuzac et l'évasion fiscale (2018).